# Burda Journalistenschule
Die Burda Journalistenschule (BJS) ist die Journalistenschule des Verlags- und Medienkonzerns Hubert Burda Media. Sie wurde 1984 in München gegründet und verlegte ihren Hauptsitz 2002 nach Offenburg.  In den letzten Jahren hat sie sich zu einer modernen Ausbildungseinrichtung für Journalismus in Deutschland entwickelt. Drei Viertel der Ausbildung findet in den Burda-Redaktionen statt, ein Viertel an der Burda Journalistenschule. Die Chancen auf einen Anschlussvertrag nach der Ausbildung liegen bei etwa 90 %.

## Ausbildung
Die zweijährige, duale Ausbildung der Burda Journalistenschule bereitet pro Jahrgang bis zu 25 Volontäre auf den Beruf des Redakteurs vor. Im Rahmen der multimedial ausgerichteten Ausbildung lernen die Schüler neben den journalistischen Darstellungsformen und Arbeitsweisen, technologieübergreifende Inhalte für verschiedene Marken und Zielgruppen zu entwickeln und sowohl textlich als auch visuell aufzubereiten. Jeder Schüler muss den Aufnahmetest der BJS (im Mai) erfolgreich absolviert haben. Die Ausbildung kann flexibel zwischen Juni und Oktober begonnen werden und endet nach zwei Jahren.

### Die Grundausbildung
Während der ersten vier Monate an der BJS erlernen die Schüler das Handwerkszeug des Print- und Online-Journalismus. Am Ende der Grundausbildung beherrschen sie sämtliche journalistische Darstellungsformen auf allen multimedialen Kanälen. Im Lehrplan sind u. a. folgende Themen enthalten: Umgang mit Sprache, Recherche, Porträt, Kritik, Reportage, Feature, Interview, SEO, Social Media, Foto- und Video-Journalismus, App-Konzeption, Umgang mit KI, Presserecht. Ein weiterer elementarer Ausbildungsbestandteil ist die Gründung eines eigenen Startups.

### Praxis in den Redaktionen
Die meiste Zeit der praktischen Ausbildung (zwölf Monate) findet in den Stammredaktionen statt, für die sich jeder Schüler entsprechend seinen Vorkenntnissen und Interessen entscheidet. Dazu zählen u. a. Focus, Bunte, Lisa, InStyle und Superillu. Im Rahmen sog. „Zweitredaktionen“ (vier Monate) lernen die Schüler zwei weitere Burda-Redaktionen an anderen Standorten kennen, mancher sogar im Ausland.
Derzeitiger Leiter der Journalistenschule ist Nikolaus von der Decken.